# Yacimiento arqueológico de El Puntal

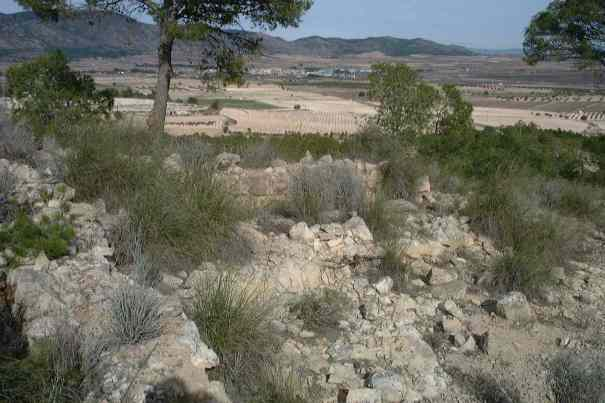
Restos de viviendas en el Yacimiento de El Puntal.

El yacimiento arqueológico de El Puntal, cuya época corresponde al ibérico pleno (siglos V-IV a. C.), está situado en el término municipal de Salinas (Alicante, España), en un espolón de la sierra Altos de don Pedro, a 3,5 km del núcleo urbano, frente a la laguna de Salinas. Fue descubierto oficialmente por José María Soler García, en agosto de 1952.
La erosión del terreno y las acciones clandestinas, han castigado notablemente el lugar, con abandono de materiales. En la actualidad el yacimiento está cubierto de vegetación. 
Existen restos de estructuras defensivas, como una línea de muralla, restos de torres y de un torreón trapezoidal y un foso (plano). La estructura defensiva presenta paralelismos con la observada en la Bastida de les Alcuses, poblado con el que El Puntal mantendría vínculos. También se observan restos de viviendas de planta cuadrada o rectangular. Se excavó además, la necrópolis con ajuares de tipo aristocrático. 
Entre los materiales destacan vasijas de lujo importadas de origen ático (barniz negro y figuras rojas), del siglo IV a. C., indicativas de un activo comercio exterior, un ánfora púnica ebusitana, e ibéricas, cerámicas ibéricas pintadas (bandas y círculos), especialmente urnas, lebes y platos, cerámicas grises y de cocina, así como recipientes tipo cantimploras y decantadores. Se han identificado, además, pesas de telar (pondera), fusayolas, restos de armas de hierro como cuchillos (tumba 33) y puntas de lanza (tumba 29-30), manillas de escudo, útiles agrícolas, fíbulas anulares de bronce, y otros materiales.